# Tilloy-lès-Hermaville
Tilloy-lès-Hermaville é uma comuna francesa na região administrativa de Altos da França, no departamento de Pas-de-Calais. Estende-se por uma área de 2,87 km². Em 2010 a comuna tinha 226 habitantes (densidade: 78,7 hab./km²).